# 秘鲁经济

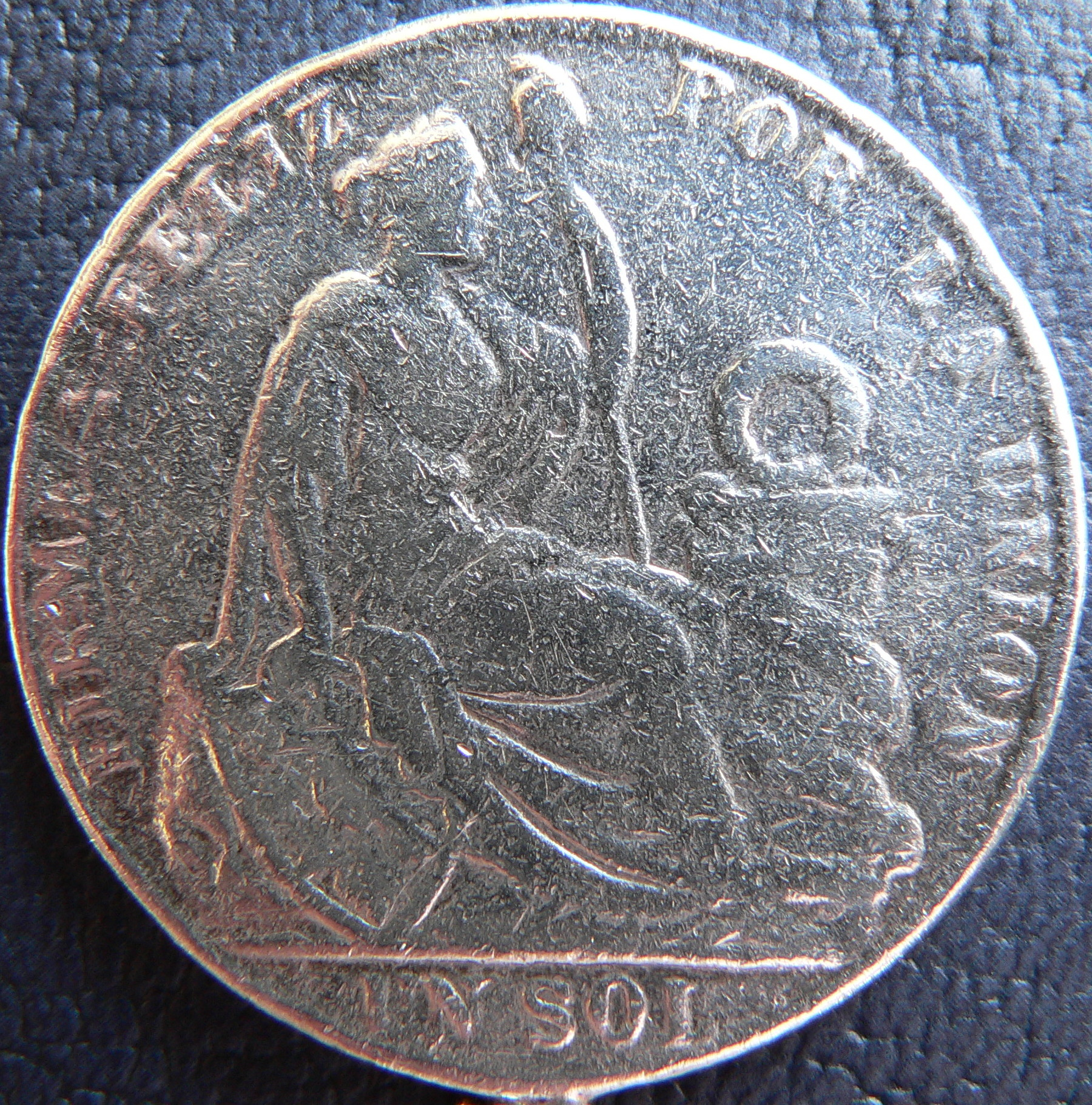
一枚1889年的银索尔

秘鲁是市场经济的发展中国家，2010年人类发展指数为0.723（高）.，2010年人均收入折合为5,195美元，31.3%人口生活在贫穷之中，包括9.8%人口非常贫穷。 在历史上，秘鲁十分依赖出口赚取外汇，以进口物资及偿还外债，整体经济表现也与出口息息相关。 虽然出口为国家带来庞大的收入，但秘鲁无法发展出自给自足的经济，收入分配仍然不均。
直到90年代，秘鲁经济是以自然资源的开发、加工和出口为基础的。主要的自然资源是矿业、农业和渔业资源。在50、60和70年代遭受产业化政策的严重后果后，在80年代末，巨大经济危机又加上了这些问题，以及在阿普拉党第一届政府（1985－1990）和阿尔韦托·藤森政府（1990－1995）第一年的恶性通货膨胀。
在经济停滞之中，1990年8月8日，阿尔韦托·藤森在第一届执政期宣布经济冲击，名为藤森冲击（Fujishock）：秘魯印地币贬值了227％、通货膨胀率上升到7694.6％、汽油价格提高了3000%、颁布了提高主食价格的法令，从160%到300%。从1991年起，超贬值的秘魯印地币更换成新货币：秘鲁新索尔，一直沿用到今日。
在南美洲，秘鲁是增长最快的经济体之一。2002年和2013年间，有利的国际环境、稳健的宏观经济政策和政府的社会政策，加强了增长和公平间的联系的，在低通货膨胀的环境下（平均2.6%），达到6.1％的平均增长率。
外幣的流入和在全国创造的就业机会促进了国内需求。建筑业一直是最有活跃的行业。
在2014年，由于原材料的国际价格下降，受恶劣的气象条件影响的捕鱼业，公共投资的下降，导致了秘鲁经济放缓， 私人投资收缩1.6％和出口下滑0.3％。
2014年的时候，出口累计金额为381.62亿美元而进口达到399.37亿美元。秘鲁与世界贸易达到780.99亿美元。这意味着17.75亿美元的贸易赤字，相比于2013年，销售下降6％。然而，国内生产总值（2.4％）的增长数字仍高于区域平均水平（0.8％），通货膨胀稍微高於秘魯中央儲備銀行所建立的目标（3.2％）。
在未来三年，鉴于大型矿业项目的生产阶段与反周期的财政政策即将开始，秘鲁政府预计在接下来的几年里，保持稳固和可持续性的增长，保持在在4％以上。
因此秘鲁政府去年批准一项名为生产多元化的国家计划。这项严谨专业的计划寻求解决目前的问题，并改善秘鲁的经济条件来达到增长和发展。
另一方面，就业机会和收入的迅速增长，加上社会融合在公共政策中的经济增长的观点大大地减低人类贫困指数，并提前完成大部分的千年发展目标。
2005年至2013年, 人类贫困指数下降了一半以上，从55,6%下降到23,9%。此外，极端贫困线人口的比例有一个明显下降，从15,8%下降到4,7%。
虽然在经济发展和扶贫方面，有一个重大的进步。然而秘鲁的挑战是巩固可持续增长，继续满足教育，健康和基本需求的国家需求，同时发展战略基础设施。

## 秘鲁经济的弱点
由于司法制度的弱点，竞争力和生产力受到基本经济权利保证的影响。
仍然很高的非正规就业指数，机构的协调能力不足和社会排斥指数都引起国家的不稳定和冲突。这些原因降低了原本能扩大的国内市场的发展速度。
实际汇率的下降增加了非传统出口产品的价格，这导致在国际市场上失去竞争力。
在国内方面，国家缺乏机构化、投资领域的障碍、交易成本和成本超支迫使大型投资项目停滞。
主要是由于债权人权利的保障不足（因为司法制度的弱点）、担保制度的缺陷和中长期融资工具的不稳定发展，造成金融体系依然困难和昂贵、内在经营风险很高。
2014年外商直接投资（FDI）下降18％。
在2016年，称为标准普尔的评级机构（Standard and Poor's）降低了对五家秘鲁银行的信贷评级：秘魯信貸銀行、秘鲁BBVA大陆银行、秘鲁BanBif银行、秘鲁国际银行和秘魯MiBanco銀行。 

## 经济改革
秘鲁的经济政策在近数十年大幅摆动。1968－1975年胡安·贝拉斯科·阿尔瓦拉多政府推行激进的经济改革政策，其中包括土地改革、徵收外资公司、实行经济干预以及扩大国营企业规模。这些政策的目的是实现收入再分配以及摆脱对发达国家的过份依赖，但最终收效甚微。虽然如此，但大部分改革政策持续推行到1990年代，直至阿尔韦托·藤森政府终止物价管制、贸易保护主义以及对外资直接投资的限制，私有化大部分国营企业。自1993年起，秘鲁经济稳定增长，但1997年亚洲金融危机后曾一度陷入衰退。

## 产业

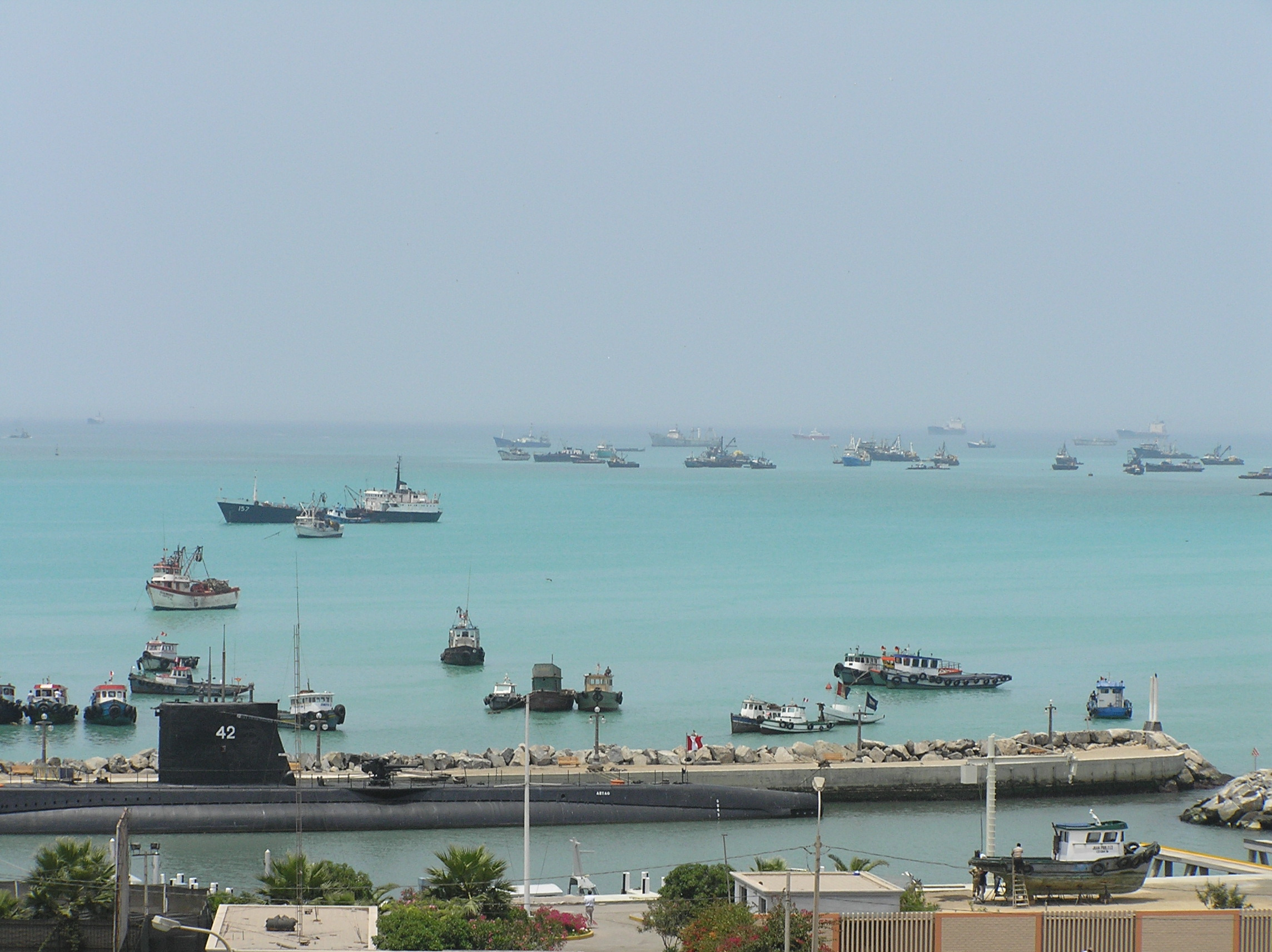
卡亚俄的海港是秘鲁的主要出口港

第三产业占秘鲁国内生产总值的53%，第二产业占22.3%，第一产业占15%，税收占9.7%。
近年秘鲁的经济增长受惠于宏观经济稳定、贸易条件改善以及投资和消费的增加。2006年与美国达成自由贸易协定后，两国双边贸易额预期将会提高。
秘鲁的主要出口货物有铜、黄金、锌、纺织品、鱼产品等；2016年，秘鲁成为全球第二大铜矿产品生产国。秘魯最大贸易伙伴依次为美国、中国、巴西和智利。